# FULL CONTROL TOKYO
座標: 北緯35度39分26.7秒 東経139度44分53.8秒 / 北緯35.657417度 東経139.748278度
FULL CONTROL TOKYO（フル・コントロール・トウキョウ）は、KDDIが主催したユーザー参加型イベントである。KDDIがテレビで放送していたau 4G LTEのテレビCMの世界を実現するという趣旨で開催された。2013年1月29日に東京都港区の増上寺で開催された。イベントはUstreamとニコニコ生放送でインターネット中継されオンラインでもユーザーが参加した。

## 概要

### アプリ「ODOROKI」
あらかじめスマートフォン用の専用アプリ「ODOROKI」が配信されていて、会場に表示されたQRコードを読み取ることにより、会場の近くにある噴水やタクシーをコントロールできるようになっていた。

### メインイベント
2013年1月29日はきゃりーぱみゅぱみゅの20歳の誕生日になるため、増上寺の本殿前でバースデーイベントとして野外ライブが催された。増上寺の本殿前では派手なプロジェクションマッピングの演出を背景に、『ぱみゅぱみゅレボリューション』とともにきゃりーぱみゅぱみゅが登場し、『ファッションモンスター』、『PONPONPON』に続いて、20歳の新成人を祝う『ふりそでーしょん』、『キミに100パーセント』が披露され、最後に『つけまつける』で締めくくった。
2013年1月30日に発売される新曲の『ふりそでーしょん』と『キミに100パーセント』のライブでは、直前にスマートフォンで「ODOROKI」アプリを起動して、「EVENT」ボタンを押下し、「LIVE MODE」を選択するように放送された。そして、ライブでは「ODOROKI」アプリをインストールしたゲストのスマートフォンの画面と、プロジェクションマッピングの照明と、舞台上のきゃりーぱみゅぱみゅの衣装と会場照明の3つがリアルタイムで制御されシンクロする演出がなされた。

### ユーザー参加型イベント
曲と曲の合間にも専用アプリ「ODOROKI」を使ったユーザー参加型イベントがおこなわれた。会場に集まった1500人のゲストの他、Ustreamやニコニコ生放送から参加したユーザーがスマートフォンを振る毎にマッピングゲージが蓄積されて会場と東京タワーの照明をコントロールするイベントであったが、20秒弱に約20万アクセスという負荷がサーバーにかかり、一度に会場すべての照明と東京タワーの照明が落ちるというトラブル（ブラックアウト）が発生した。きゃりーぱみゅぱみゅは「あら、真っ暗になりました」とコメントし、その後、もう一度はじめからやり直して、マッピングゲージを蓄積して会場と東京タワーの照明をシンクロしてコントロールできるようになった。きゃりーぱみゅぱみゅは「おーーっ！　すごーい！　みなさんが一緒に（スマポを）振ってくれたおかげですね、東京タワーとそして増上寺にライトがつきました。イェーイ！」とコメントした。ブラックアウトが復旧すると、そのまま2013年2月15日から放送されるauの新テレビCMでも使用される新曲『にんじゃりばんばん』のライブに突入して会場は最高潮に盛り上がった。このブラックアウトに対して、イベントに参加していたギーク達は、「こいつら本当にやってるぞ」と逆に喜んだという。このブラックアウトとその復旧の様子はauの新テレビCMでも取り上げられて放送された。

### サプライズイベント
バースデーライブが終了してからサプライズイベントとして、舞台上のスマートフォンに表示されたバースデーケーキの蝋燭をきゃりーぱみゅぱみゅが吹き消すと同時に東京タワーのライトも消えるという演出がなされた。きゃりーぱみゅぱみゅは「うれしい！　ありがとうございます！　ヤバイ、東京タワーを吹き消してしまいましたね。」とコメントした。

## スタッフ
イベント「FULL CONTROL TOKYO」のスタッフは以下の通り。
| Project                   | Project                                             |
| ------------------------- | --------------------------------------------------- |
| cd/c                      | 志伯健太郎（GLIDER）                                |
| cd/pr                     | 齋藤精一（Rhizomatiks）                             |
| c                         | 田中直基（電通）                                    |
| Digital                   |                                                     |
| dir                       | 中浜大輔（Rhizomatiks）                             |
| assistant dir             | 武政竜也（Rhizomatiks）                             |
| ad                        | 坂本政則（DELTRO）                                  |
| se                        | 佐々木一、椎野峻輔（MountPosition）                 |
| pr/pm                     | 前原哲哉（Dentsu Razorfish）                        |
| pm                        | 近藤素子（Hunch）                                   |
| ae                        | 生嶋友樹（電通）、千葉順子（電通）                  |
| Web                       |                                                     |
| interactive dir/developer | 村山健（DELTRO）                                    |
| markup engineer           | 矢野将吾（DELTRO）                                  |
| animation                 | 細金卓矢                                            |
| App                       |                                                     |
| prog（iOS）               | 鴨井世友（Rhizomatiks）、石井通人（buffer Renaiss） |
| prog（Android）           | 水鳥敬満（goldrushcomputing）                       |
| sound design              | 澤井妙治（Qosmo）                                   |
| interactive engineer      | 大西義人                                            |
| t adviser                 | 徳井直生（Qosmo）                                   |
| video composer            | 本間無量（Rhizomatiks）、高橋志津夫                 |
| Event                     |                                                     |
| pr                        | 柴本昌憲、井上発、青木峻（電通テック）              |

auのテレビCM「FULL CONTROL / REAL」篇のスタッフは以下の通り。
| 担当                 | 名前（所属）                                                                   |
| -------------------- | ------------------------------------------------------------------------------ |
| dir                  | 谷川英司（TOKYO）                                                              |
| cd                   | 志伯健太郎（GLIDER）、齋藤精一（Rhizomatiks）                                  |
| pl/c                 | 志伯健太郎（GLIDER）                                                           |
| ad                   | 志伯健太郎（GLIDER）、齋藤精一（Rhizomatiks）、谷川英司（TOKYO）               |
| td                   | 齋藤精一（Rhizomatiks）                                                        |
| pr                   | 村田淳一（AOI Pro.）、福原健司（AOI Pro.）、清野敏弘（AOI Pro.）               |
| pm                   | 藤原望（AOI Pro.）                                                             |
| ca                   | 上野千蔵                                                                       |
| l                    | 甲斐洋輔                                                                       |
| art                  | 秋葉悦子                                                                       |
| offline ed           | AKI MIZUTANI（Cutters）                                                        |
| ed                   | 山本堅二（Digital Garden）                                                     |
| mixer                | 佐藤悠（109）                                                                  |
| se                   | 小林範雄（onpa）                                                               |
| cast                 | きゃりーぱみゅぱみゅ                                                           |
| m pr                 | 結城しのぶ（電通ミュージック・アンド・エンタテインメント）                     |
| composer             | 中田ヤスタカ                                                                   |
| cg                   | 早井亨（太陽企画）                                                             |
| sty/costume designer | 飯嶋久美子（IUGO）                                                             |
| hm                   | 川田俊一                                                                       |
| projection prog      | 堀井哲史                                                                       |
| digital td           | 中浜大輔（Rhizomatiks）                                                        |
| interface ad         | 坂本政則（DELTRO INC.）                                                        |
| ecd                  | 木下一郎（電通）                                                               |
| scd                  | 齋藤和典（電通）                                                               |
| c pr                 | 中尾綾子（電通クリエーティブフォース）、松熊研太（電通クリエーティブフォース） |
| account pl           | 山下義行、熊川角弥、稗田守弘、加藤俊文、高橋文朋（電通）                       |

## 動画
KDDIのテレビCM
- Daft Punk（歌）『TVCM ｜ au「FULL CONTROL／Xmas」篇』（テレビCM）au、2012年12月18日。2015年5月4日閲覧。「Daft Punkの『One More Time』を使用したCM。」
- きゃりーぱみゅぱみゅ（歌）『TVCM ｜ au「FULL CONTROL / REAL」篇　60秒.ver』（テレビCM）au、2013年2月15日。2015年5月4日閲覧。「FULL CONTROL TOKYOで撮影されたビデオを元に作成された新バージョンのCM。」

GIZMODO JAPANによる動画。
1. 【1/5】au FULL CONTROL TOKYO 絶景プロジェクションマッピングムービー - YouTube
2. 【2/5】au FULL CONTROL TOKYO 絶景プロジェクションマッピングムービー - YouTube
3. 【3/5】au FULL CONTROL TOKYO 絶景プロジェクションマッピングムービー - YouTube
4. 【4/5】au FULL CONTROL TOKYO 絶景プロジェクションマッピングムービー - YouTube
5. 【5/5】au FULL CONTROL TOKYO 体験インタラクティブコーナーで街を操る！ - YouTube

東京ニュース通信社チャンネルの動画
- 【TNS動画ニュース】きゃりーぱみゅぱみゅが東京をコントロール！ - YouTube